# 新昌郡 (忠清南道)
新昌郡（シンチャンぐん、신창군）は韓国忠清南道の廃止された行政区域で、新昌面を中心に牙山市西南部の仙掌面・道高面と3つの面地域を管轄した郡である。この地域の本拠地である鶴城面は、現在の牙山市新昌面である。

## 歴史
- 青銅器時代に南城里石棺墓とそこから出土した細形銅剣3点をはじめとする各種の青銅器、ビーズ類、土器などが発掘された。特に剣形銅器、盾形銅器などの特殊な意義を有する遺物で、この時期に多数の人々が居住し、同時に一定の勢力を形成していたと推定される。

- 馬韓の冉路国の領域であって百済の領土に編入された。行政体制の整備として屈直県が設置された

- 新羅に占領され、統一新羅時代の757年（景徳王16年）の行政体制改編で祁梁県に改名し、熊川州湯井郡の属県となった。

- 高麗初期の大々的な地方行政名称変更により新昌県となった。西の葬布に城を築き、唐城と呼びながらソウルへの漕運のための漕穀の収集および発船先とした。

- 1018年（高麗顕宗9年）に天安部に編入させた。

- 1391年（恭譲王3年）に万戸兼監務が設置。

- 朝鮮建国後の1414年、温水県と併合して温昌県としたが、1416年再び分けて新昌県になった。

※新昌県の規模
（イ）1789年の戸口総数の資料基準：1941戸、8122口
（ロ）世宗地理志：土地3064結（議論比率1/2）
（ハ）輿地図書（18世紀中葉）：3075結（乾田1782、水田1293）
- 1895年 二十三府制で行政区域が再編され、洪州府管轄の温陽郡になって翌年十三道制に還元され、忠清南道に編入された。

- 1914年 日本による行政統廃合で温陽郡とともに牙山郡に統廃合された。南上面が鶴城面に改名された。

- 1917年 鶴城面が新昌面に改名され、椒井面が道高面の新聖里を編入し、仙掌面に改名された。

- 1921年 日本の開発業者により温陽温泉が開発された。

- 1995年 牙山郡が温陽市と都農複合市に再統合し、今の牙山市新昌面、仙掌面、道高面となった。

## 1914年以降
1914年の行政区画と現在の行政区画の比較
| 朝鮮総督府令第111号                                                               |            |                                                                |            |            |
| 旧行政区画                                                                        | 新行政区画 | 新行政区画                                                     | 新行政区画 | 新行政区画 |
| 북면(北面)                                                                        | 椒井面     | 가산리、대흥리、채신언리、홍곳리                               |            |            |
| 대서면(大西面)                                                                    | 椒井面     | 군덕리、궁평리、선창리、신동리、신문리、죽산리                 |            |            |
| 대서면(大西面)                                                                    | 道高面     | 신성리、신언리                                                 |            |            |
| 남상면(南上面)                                                                    | 道高面     | 금산리、농은리、도산리、봉농리、신유리、시전리、화천리、효자리 |            |            |
| 남하면(南下面)                                                                    | 道高面     | 기곡리、덕암리、석당리、신통리、오암리、와산리、향산리         |            |            |
| 군내면(郡內面) 북동리/남산리/홍문리/금반형리/유기촌/교촌/신대리/(대동면)잉동 일부 | 鶴城面     | 읍내리                                                         |            |            |
| 대동면(大東面)                                                                    | 鶴城面     | 득산리、수장리、실옥리、점양리、창암리、행목리、황산리         |            |            |
| 소동면(小東面)                                                                    | 鶴城面     | 가내리、가덕리、남성리、신달리                                 |            |            |
| 북면                                                                              | 鶴城面     | 궁화리、신곡리、오목리                                         |            |            |

- 新昌面は牙山郡北面などを合わせて鶴城面を経て1917年に新昌面となった。
- 道高面は道高山（海抜483m）に由来した。
- 仙掌面は三大明堂の中で仙人仰掌之地に由来した。

## 新昌を本貫に置いている姓氏
- 新昌孟氏
- 新昌表氏
- 新昌盧氏

## 主な人物
- 孟思誠 - 1360年（恭愍王9年） - 1438年(世宗20)、高麗末～朝鮮初の文臣。本貫は新昌。